# Perdita (satélite)
Perdita é um satélite natural de Urano. As primeiras imagens dele foram tiradas pela sonda Voyager 2 em 1986, mas ele não foi detectado por mais de uma década. Em 1999, Perdita foi detectado por Erich Karkoschka e relatado. Mas como nenhuma foto poderia ser tirada para confirmar sua existência, Perdita deixou de ser considerado um satélite em 2001. No entanto, em 2003, imagens tiradas pelo telescópio espacial Hubble detectaram um objeto que supostamente era Perdita, confirmando sua existência.
Após sua descoberta em 1999, Perdita recebeu a designação provisória S/1986 U 10. Foi nomeado a partir de Perdita da obra de William Shakespeare Conto do Inverno e também é designado como Urano XXV.
A órbita de Perdita está localizada entre Belinda e Puck. Medições com o telescópio Hubble provaram que Perdita não segue um movimento direto das Leis de Kepler ao redor de Urano. Em vez disso, a lua está claramente em uma ressonância orbital 43:44 com Belinda. Perdita também está perto de uma ressonância 8:7 com Rosalinda.
Perdita pertence ao grupo de satélites Pórcia, que também inclui Bianca, Créssida, Desdémona, Pórcia, Julieta, Cupido, Rosalinda e Belinda. Esses satélites têm órbitas e propriedades fotométricas parecidas.